# ابراهیم فخرالدین
ابراهیم فخرالدین (انگلیسی: Ibrahim Fakhr El-Din؛ زادهٔ ۱ فوریهٔ ۱۹۵۴) بازیکن والیبال اهل مصر بود.